# Nikolaus Gröbe
Nikolaus Gröbe (* 6. Dezember 1972) ist ein deutscher Schauspieler, Musicaldarsteller und Tänzer.

## Leben
Nikolaus Gröbe wurde schon während seines Studiums an der Hochschule für Schauspielkunst Ernst Busch in Berlin am BE – Berliner Ensemble in ersten praktischen Bühnenengagements besetzt. In der Regie des bekannten DDR-Regisseurs Frank Beyer verkörperte er seine erste Filmhauptrolle in Der Verdacht. Bereits im selben Jahr folgte die nächste Hauptrolle in Einmal Arizona, einer Filmarbeit unter der Regie von Hans-Günther Bücking. Bald folgten weitere Engagements in Fernsehen und Film. So stand er für die ARD, ZDF, MDR und Sat.1 für verschiedene Produktionen vor der Kamera.
1997 wuchs seine deutschlandweite Bekanntheit durch die Rolle des Björn Hempken in der ARD-Vorabendserie Marienhof. Anfang 2008 drehte er für die ARD-Krimireihe Polizeiruf 110 eine neue Folge.
Auch seinen Weg als Theaterschauspieler geht Gröbe bis heute weiter. So war er in dem Stück Der Raub der Sabinerinnen in einer Doppelrolle an der Komödie Dresden, dem Winterhuder Fährhaus Hamburg und am Theater am Kurfürstendamm in Berlin zu sehen.
In Die Geschichte vom Soldaten zeigte er sich in der Titelrolle an der Komischen Oper Berlin. An diesem Haus zeigte er sich in einem weiteren Genre auch mit dem Kinderstück Momus Suche nach dem verlorenen Traum nach einer Erzählung der Kinderbuchautorin Sylvia Hahnisch. Deutschlandweit ist er auch mit dem Kindermusical Ein Momu in der S-Bahn in der Rolle des Theo Tintenklecks unterwegs. Dieses Musical soll Kinder zum Nachdenken und Mitmachen bewegen, er inszenierte es auch selbst.
In der Staatsoper Unter den Linden in Berlin trat er in einer Schauspielrolle in Takemitsu – my way of life auf, das auch in Paris und Tokio im Rahmen von Gastspielen gezeigt wurde.
Im Herbst 2006 war Nikolaus Gröbe als Cliff Bradshaw in der Hauptrolle des Musicals Cabaret in der  Media City Leipzig zu sehen. Hier trat er neben den Darstellern der ARD-Serie In aller Freundschaft, Andrea Kathrin Loewig, Thomas Koch und Uta Schorn auf. Des Weiteren hat Gröbe auch Bühnenverpflichtungen im Kabarett Kneifzange und am Berliner Kriminaltheater absolviert. Außerdem war er 2007 neben Jürgen Heinrich am Renaissance-Theater Berlin zu sehen.
Er inszenierte Nussknacker und Mäusekönig der Berliner Staatsoper Unter den Linden, die im Dezember 2008 Premiere feierte.
Regelmäßig wird er auch in Hörspielproduktionen und als Synchronsprecher besetzt. Nikolaus Gröbe ist auch als lyrischer Bariton und im Bühnentanz ausgebildet, außerdem spielt er Gitarre, Klavier und Saxophon. Er lebt seit vielen Jahren in Berlin-Friedrichshain.

## Filmografie (Auswahl)
- 1991: Der Verdacht
- 1991: Einmal Arizona
- 1992–1997: Derrick (Fernsehserie, sechs Folgen)
- 1993: Das letzte U–Boot
- 1997, 1998: Leinen los für MS Königstein (Fernsehserie, 2 Folgen)
- 1997, 1998: Der Alte (Fernsehserie, 2 Folgen)
- 1998–1999, 2000: Marienhof (Fernsehserie, elf Folgen)
- 1998: Winnetous Rückkehr (Fernsehfilm)
- 2000: Zurück auf Los!
- 2000: Herzschlag – das Ärzteteam Nord (Fernsehserie, eine Folge)
- 2001: Schloss Einstein (Fernsehserie, eine Folge)
- 2001: Dr. Stefan Frank – Der Arzt, dem die Frauen vertrauen – Wege der Entscheidung
- 2002: Siska (Fernsehserie, eine Folge)
- 2005: Küstenwache (Fernsehserie, eine Folge)
- 2006: In aller Freundschaft (Fernsehserie, 2 Folgen)
- 2008: Polizeiruf 110 – Verdammte Sehnsucht
- 2010: Tatort – Familienbande (Fernsehreihe)
- 2011: Tatort – Auskreuzung